# Ismael Rescalvo
Ismael Rescalvo Sánchez (ur. 2 marca 1982 w Walencji) – hiszpański piłkarz występujący na pozycji środkowego obrońcy, trener piłkarski, od 2025 roku prowadzi ekwadorską Barcelonę SC.